# Saint-Jean-de-la-Ruelle
Saint-Jean-de-la-Ruelle is een gemeente in het Franse departement Loiret (regio Centre-Val de Loire). De gemeente telde 16.608 inwoners op 1 januari 2022. De plaats maakt deel uit van het arrondissement Orléans.

## Geschiedenis
Saint-Jean-de-la-Ruelle zou teruggaan op een Keltische nederzetting met de naam Athos. De plaats was lange tijd een plattelandsgemeente met wijnbouw, en aan het einde van de 19e eeuw, na de ineenstorting van de Franse wijnbouw na 1870 door de druifluis, ook fruitteelt. Na de Eerste Wereldoorlog kwam er industrie en verstedelijkte te gemeente als deel van de agglomeratie van Orléans.

## Geografie
De oppervlakte van Saint-Jean-de-la-Ruelle bedroeg op 1 januari 2022 6,1 vierkante kilometer; de bevolkingsdichtheid was toen 2.722,6 inwoners per km². De gemeente grenst aan Saran, Ingré, La Chapelle-Saint-Mesmin et Orléans en in het zuiden aan de Loire.
De onderstaande kaart toont de ligging van Saint-Jean-de-la-Ruelle met de belangrijkste infrastructuur en aangrenzende gemeenten.

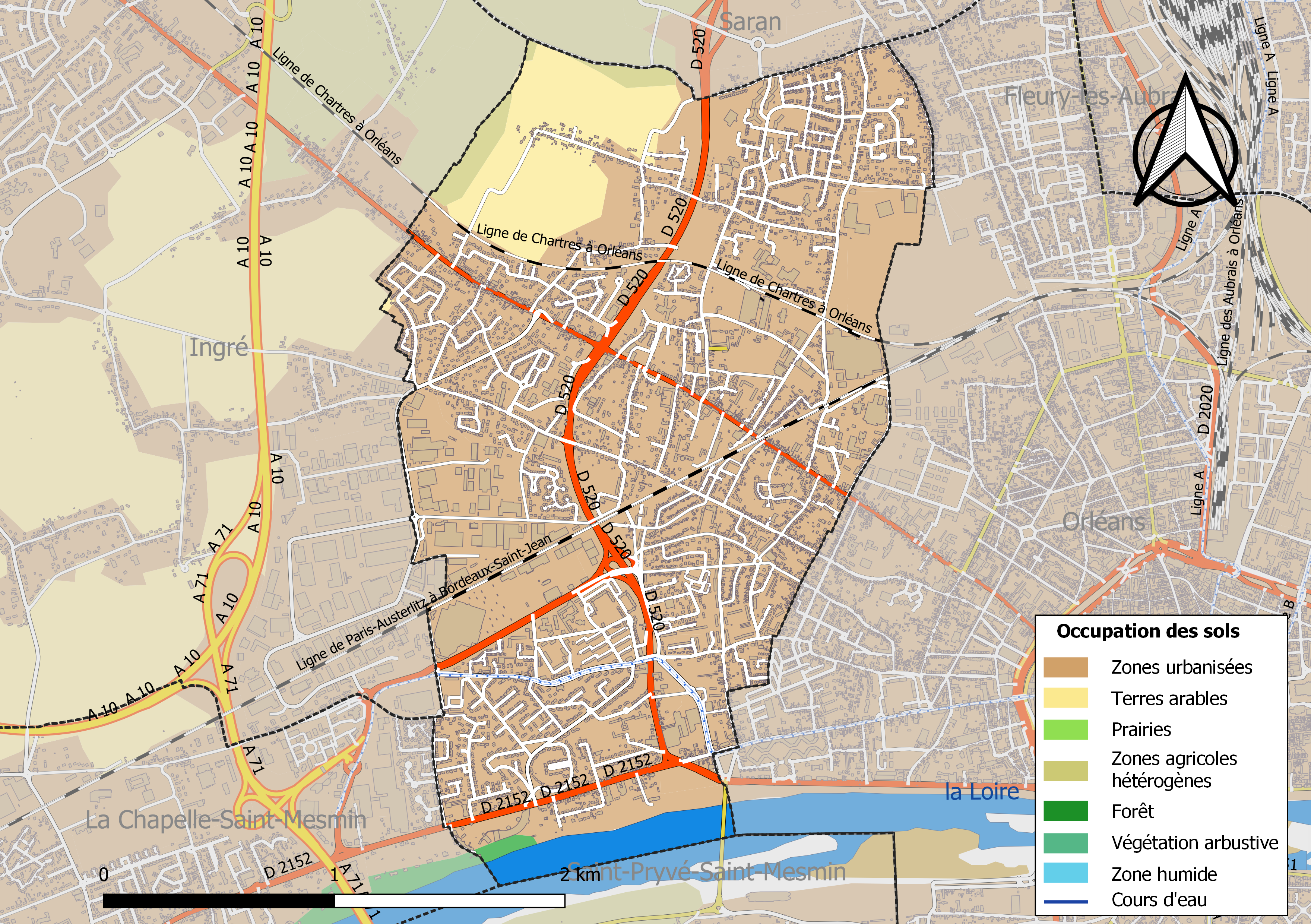

## Demografie
Onderstaande figuur toont het verloop van het inwonertal (bron: INSEE-tellingen).